# Sarah Kuttner

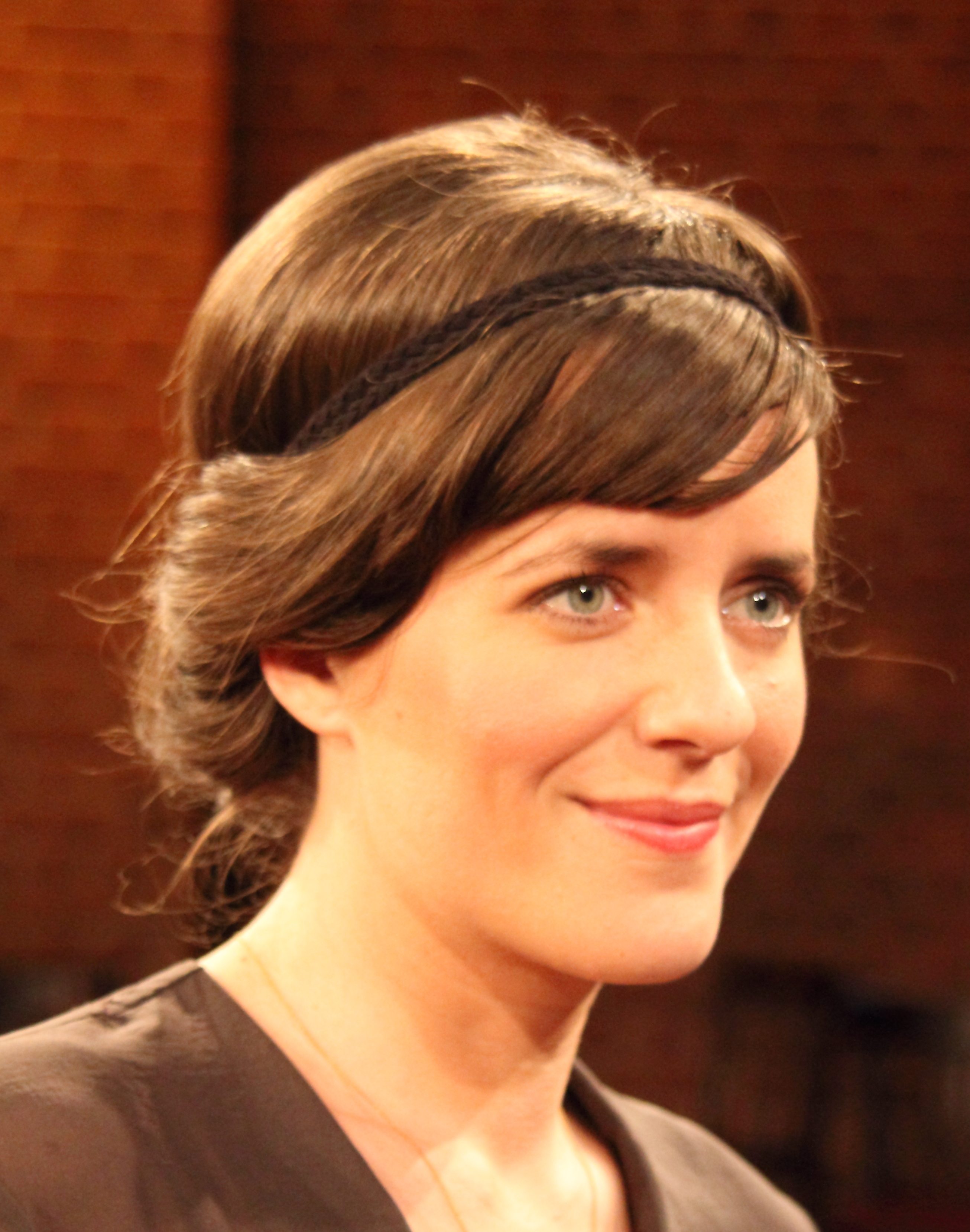
Sarah Kuttner, 2009

Sarah Kuttner, född den 29 januari 1979 i Berlin, är en tysk programledare och författare, dotter till Jürgen Kuttner.

## Karriär
Efter att ha lämnat John Lennon-gymnasiet i Berlin for Kuttner till London som  au pair. Där träffade hon en korrespondent för det tidningen Der Spiegel och blev erbjuden en praktikplats vid tidningens redaktion i London. Därefter återvände Kuttner i oktober 2000 till Berlin och till en annan praktikplats vid Radio Fritz. Från november 2001 och till 2004 ledde Kuttner nyhetsmagasin och programmet Interaktiv på musikkanalen VIVA.
I juli 2003 publicerade tyska Playboy fotografier av Kuttner. Den 19 mars 2004 ledde Kuttner, tillsammans med Jörg Pilawa, ARD-programmet till Eurovision Song Contest, vilket gav henne Bambi-priset. Mellan den 2 augusti 2004 och 3 augusti 2006 ledde Kuttner sitt eget program, Sarah Kuttner - die Show. Showen kunde ses i VIVA till september 2006 och därefter i MTV. I mars 2006 publicerades Sarah Kuttners bok om hennes eget bidrag i Musikexpressen. Boken fick titeln Das oblatendünne Eis des halben Zweidrittelwissens (S. Fischer, 2006, ISBN 3-596-17108-3).